# Bilyjomyia parallela
Bilyjomyia parallela is een muggensoort uit de familie van de dansmuggen (Chironomidae). De wetenschappelijke naam van de soort is voor het eerst geldig gepubliceerd in 2014 door Niitsuma.

## Voorkomen
De soort komt voor in Japan.